# Cameron Mason
Cameron Mason (Linlithgow, 18 augustus 2000) is een Brits wielrenner uit Schotland. Mason is vooral gespecialiseerd in het veldrijden, maar komt ook uit in mountainbike-wedstrijden en gravelracen. Naast het fietsen maakt Mason foto's en video's van de wedstrijden en zijn voorbereiding.

## Wielercarrière

### Jeugd
Cameron Mason is afkomstig uit het Schotse stadje Linlithgow. Zijn oudere neef nam deel aan offroad mountainbike wedstrijden. De jeugdwedstrijden worden in Schotland georganiseerd als nevenprogramma van elitekoersen met (inter)nationale rijders. Dit inspireerde Mason om op 7-jarige leeftijd ook mee te doen. Al gauw draaide de familie mee in het Schotse en later Britse crosscircuit.
Als kind knapte Mason fietswrakken op om ermee te springen en stunten. Na schooltijd tot aan het donker was hij aan het fietsen. Hier komt zijn goede techniek vandaan. Als tiener bleef zijn groei een beetje achter en daarmee ook zijn vermogen. Daarom werden techniek en tactiek extra belangrijk in de koers.
Na een groeispurt deed hij weer mee om het podium en won hij het brons op de Britse kampioenschappen mountainbike (XCO) voor junioren. Om de volgende stap te zetten reed hij met zijn vader naar koersen op het vasteland. Acht uur naar de Kanaaltunnel en vier uur extra om bij de koers te komen.

### Professional
Eind 2019 ging Cameron rijden voor de Britse ploeg Trinity Racing, een development team rond de wereldkampioen bij de beloften Tom Pidcock. In de volgende twee seizoenen verbleef hij met de ploeg voor telkens een periode van vier maanden in Vlaanderen. Hij zat samen met Pidcock in een huis en ze trainden elke dag met elkaar. Het gaf Cameron veel rust en een professionelere focus.
2020 Was een rampjaar, niet alleen vanwege de coronapandemie, maar ook dankzij een sleutelbeenbreuk en in het begin van 2021 nog een gecompliceerde elleboogbreuk. Hierdoor kon hij enige tijd niet meer fietsen, waardoor hij een spiermassa in zijn arm en schouder verloor. Om terug te komen verrichtte hij veel krachttraining en dat bleek de sleutel tot succes in het volgende seizoen.
In de wereldbeker van Overijse eind 2021, haalde Mason een top 10 klassering bij de elite-renners en in de Koppenbergkoers voor beloften duelleerde hij met Pim Ronhaar om de winst. Hij won dat jaar bij de beloften drie wedstrijden, waaronder de wereldbekerwedstrijd in Dendermonde. Op de Europese kampioenschappen veldrijden behaalde hij de zesde plaats. Op het Brits kampioenschap bij de elite renners eindigde hij dat seizoen tweede na Thomas Mein.
In het seizoen 2022-2023 liet hij zich zien vanaf de kerstperiode met top tien klasseringen in de elitekoersen en het wereldkampioenschap, en winst in het Britse kampioenschap. Eind april 2023 reed Mason in de UCI Gravel World Series. Hij behaalde een tweede plek in Valkenburg bij de Gravel Fondo Limburg en een derde plek in Spanje bij La Indomable.

### In Belgische dienst
Voor het seizoen 2023-2024 stapte Cameron over naar de Cyclocross Reds en zal hij op de weg voor het Alpecin-Deceuninck Development Team uitkomen. Op de Europese Kampioenschappen Veldrijden in november werd Cameron de eerste medaillewinnaar bij de mannen elite, die niet uit België of Nederland kwam.

## Fotograaf en videomaker
Op zijn 13e begon Mason met het maken van filmpjes en (na zijn eigen wedstrijd) honderden foto's per wedstrijddag die hij op Facebook zette. Het vormde een mooie afleiding van het wielrennen. Inspiratie voor zijn videos haalde hij vooral van oude mountainbike films, Clay Porter (Red Bull, Athertons) en YouTubers zoals Casey Neistat.
In 2017 begon Mason een YouTube-kanaal, dat draait om offroad fietsen en de voorbereiding daarop. De ontwikkeling van het kanaal loopt parallel aan zijn wielerloopbaan. Anno 2023 woont Mason tijdens het veldseizoen in Boom bij zijn soigneur/cameraman. Het monteren van de video's doet Mason nog altijd zelf.

## Palmares

### Mountainbiken
2018
 Brits Kampioenschap Mountainbiken (XCO, junioren) te Hadleigh
Glentress (junioren)
2023
 Brits Kampioen Marathon (XCM) te Pippingford
 Brits Kampioenschap Mountainbiken (XCO) te Tong
March to Tong

### Veldrijden
| Seizoen   | Wereldbeker | Superprestige | X2O Trofee | WK       | EK       | BK       | Overige              | Totaal aantal zeges |
| Junioren  | Junioren    | Junioren      | Junioren   | Junioren | Junioren | Junioren | Junioren             | Junioren            |
| --------- | ----------- | ------------- | ---------- | -------- | -------- | -------- | -------------------- | ------------------- |
| 2016-2017 |             |               |            | DNS      | DNS      | 9e       |                      | 0                   |
| 2017-2018 |             |               |            | DNS      | DNS      | 5e       | Gravesend, Bradford  | 2                   |
| Totaal    | 0           | 0             | 0          | 0        | 0        | 0        | 2                    | 2                   |
| Beloften  |             |               |            |          |          |          |                      |                     |
| 2018-2019 |             |               |            | 30e      | DNS      | 5e       |                      | 0                   |
| 2019-2020 |             |               |            | 8e       | 13e      | Zilver   |                      | 0                   |
| 2020-2021 |             |               |            | DNS      | ↑        | NVT      |                      | 0                   |
| 2021-2022 | Dendermonde |               |            | 5e       | 6e       | Goud     |                      | 2                   |
| Totaal    | 1           | 0             | 0          | 0        | 0        | 1        | 0                    | 2                   |
| Elite     |             |               |            |          |          |          |                      |                     |
| 2018-2019 |             |               |            | NVT      | NVT      | 6e       |                      | 0                   |
| 2019-2020 |             |               |            | NVT      | NVT      | Brons    |                      | 0                   |
| 2020-2021 |             |               |            | NVT      | NVT      | NVT      |                      | 0                   |
| 2021-2022 |             |               |            | NVT      | NVT      | Zilver   | Clanfield, Gravesend | 2                   |
| 2022-2023 |             |               |            | NVT      | 9e       | Goud     | Falkirk              | 2                   |
| 2023-2024 |             |               |            | 24e      | ↑        | Goud     |                      | 1                   |
| 2024-2025 |             |               |            |          |          | Goud     |                      | 1                   |
| Totaal    | 0           | 0             | 0          | 0        | 2        | 3        | 4                    | 6                   |